# Camboya en los Juegos Olímpicos
Camboya en los Juegos Olímpicos está representada por el Comité Olímpico Nacional de Camboya, creado en 1983 y reconocido por el Comité Olímpico Internacional en 1995.
Ha participado en once ediciones de los Juegos Olímpicos de Verano, su primera presencia tuvo lugar en Melbourne 1956. El país no ha obtenido ninguna medalla en las ediciones de verano.
En los Juegos Olímpicos de Invierno Camboya no ha participado en ninguna edición.

## Medallero

### Por edición
Juegos Olímpicos de Verano
| Evento              | Oro | Plata | Bronce | Total |
| ------------------- | --- | ----- | ------ | ----- |
| Melbourne 1956      | 0   | 0     | 0      | 0     |
| Roma 1960           | –   | –     | –      | –     |
| Tokio 1964          | 0   | 0     | 0      | 0     |
| México 1968         | –   | –     | –      | –     |
| Múnich 1972         | 0   | 0     | 0      | 0     |
| 1976 – 1992         | –   | –     | –      | –     |
| Atlanta 1996        | 0   | 0     | 0      | 0     |
| Sídney 2000         | 0   | 0     | 0      | 0     |
| Atenas 2004         | 0   | 0     | 0      | 0     |
| Pekín 2008          | 0   | 0     | 0      | 0     |
| Londres 2012        | 0   | 0     | 0      | 0     |
| Río de Janeiro 2016 | 0   | 0     | 0      | 0     |
| Tokio 2020          | 0   | 0     | 0      | 0     |
| París 2024          | 0   | 0     | 0      | 0     |
| TOTAL               | 0   | 0     | 0      | 0     |